# میرکو کونته
میرکو کونته (انگلیسی: Mirko Conte؛ زادهٔ ۱۲ اوت ۱۹۷۴) بازیکن فوتبال اهل ایتالیا است.
از باشگاه‌هایی که در آن بازی کرده‌است می‌توان به باشگاه فوتبال اینتر میلان، باشگاه فوتبال مسینا، باشگاه فوتبال پیاچنزا، باشگاه فوتبال ونتزیا، باشگاه فوتبال سمپدوریا، باشگاه فوتبال ویچنزا، باشگاه فوتبال ناپولی، و باشگاه فوتبال اتلتیکو آرتزو اشاره کرد.